# Paul Streel
Paul Clément François Streel (Borgworm, 23 november 1894 - Elch, 5 september 1965) was een Belgisch volksvertegenwoordiger en burgemeester.

## Levensloop
Streel promoveerde tot doctor in de rechten maar werd landbouwuitbater.
In 1934 werd hij gemeenteraadslid en burgemeester van Elch (Othée), een ambt dat hij uitoefende tot in 1965.
Hij werd in 1946 verkozen tot PSC-volksvertegenwoordiger voor het arrondissement Luik en vervulde dit mandaat tot in 1961. 
Er is een Rue Paul Streel in Elch.